# WHO KiLLED IDOL?
『WHO KiLLED IDOL?』（フー キルド アイドル？）は、2014年3月5日にavex traxからリリースされたBiSのメジャーセカンドアルバム。

## 概要
BiSのメジャーデビュー後2枚目、通算3枚目となるラストアルバム。
映画盤（CD+DVD、AVCD-38910/B）、MUSIC VIDEO盤（CD+DVD、AVCD-38911/B）、CD盤（CDのみ、AVCD-38912）の3タイプがある。それぞれ初回限定版と通常版ではジャケット写真が異なる。また、各初回限定盤は特殊墓穴仕様紙ジャケットとなっている。
映画盤のDVDには、BiSのメンバー（ヒラノノゾミ、プー・ルイ、テラシマユフ、ミチバヤシリオ）がメインキャストを演じた映画『アイドル・イズ・デッド -ノンちゃんのプロパガンダ大戦争-"Special Edition"』（加藤行宏監督、2014年公開）を収録。なお、この映画盤は2014年9月4日までの期間限定生産となっている。
MUSIC VIDEO盤のDVDには全17本のミュージック・ビデオが収録されている。
アナログ盤（AVJD-38957～8 2014/4/19発売）は、2枚組で発売され、収録曲は通常版と同じ。初回生産限定。
iTunes Storeにてダウンロード予約した場合には、オリジナル特典としてミュージック・ビデオ「ODD FUTURE-BiS ver.-」がダウンロードできる。

## 収録内容

### CD
1. primal.2
作詞：BiS 作曲・編曲：松隈ケンタ
「primal.」の続編。「primal.」を高く評価したGLAYのHISASHIがギターで共演。
2. DiE
作詞：BiS 作曲・編曲：松隈ケンタ
3. STUPiG
作詞：BiS 作曲・編曲：上田剛士(AA= / THE MAD CAPSULE MARKETS)
4. no regret
作詞：コショージメグミ 作曲・編曲：真田巧
5. マグマト
作詞：ファーストサマーウイカ 作曲・編曲：Schtein&Longer
6. GET YOU w/Dorothy Little Happy
作詞：BiSとDorothy Little Happy 作曲・編曲：松隈ケンタ
7. MURA-MURA
作詞：テンテンコ 作曲・編曲：津田紀昭(KEMURI)
8. MMGK
作詞：カミヤサキ 作曲・編曲：松隈ケンタ
9. BiSimulation
作詞：BiS 作曲：日高央・編曲：松隈ケンタ
10. ERROR
作詞：ヒラノノゾミ 作曲・編曲：田仲圭太
11. nasty face
作詞：プー・ルイ 作曲：松隈ケンタ 編曲：井口イチロウ
12. Fly
作詞：BiS 作曲・編曲：松隈ケンタ
13. Hi
作詞：カミヤサキ 作曲：難波章浩(Hi-STANDARD / NAMBA69) 編曲：松隈ケンタ
14. Hide out cut
作詞：JxSxK 作曲・編曲：松隈ケンタ
15. プライマル。
作詞・作曲：吉井和哉 編曲：松隈ケンタ
THE YELLOW MONKEY解散前のラストシングルであったこの楽曲を、NAMBA69と競演した「BiS after all EXTRA」（2014年3月3日、TSUTAYA O-EAST）ライブ本編のラストに披露[1]。BiS解散ライブ「BiSなりの武道館」（2014年7月8日、横浜アリーナ）ではBiS解散前のラストシングル「FiNAL DANCE」に続けて「プライマル。」を披露[2]。

### DVD

#### 映画盤
1. アイドル・イズ・デッド -ノンちゃんのプロパガンダ大戦争-"Special Edition"（映画）
（監督・脚本：加藤行宏）

#### MUSIC VIDEO盤
「ASH」から「primal.2」までのミュージック・ビデオ17本を収録。
1. ASH
2. hitoribochi
3. GET YOU w/Dorothy Little Happy
4. BiSimulation
5. Hide out cut
6. DiE
7. MURA-MURA
8. Fly
9. Hi
10. STUPiG
11. ODD FUTURE -プー・ルイ Ver.-
12. ODD FUTURE -ヒラノノゾミ Ver.-
13. ODD FUTURE -ファーストサマーウイカ Ver.-
14. ODD FUTURE -テンテンコ Ver.-
15. ODD FUTURE -カミヤサキ Ver.-
16. ODD FUTURE -コショージメグミ Ver.-
17. primal.2

### 初回封入特典
ミニ生写真7種ランダム封入（各タイプ共に）